# لوسيو فولكي
لوسيو فولكي Lucio Fulci هو مخرج وكاتب سيناريو وممثل إيطالي، أشتهر بإخراج أفلام الرعب ولد عام 1927 وتوفى عام 1996.

## روابط خارجية
- لوسيو فولكي على موقع IMDb (الإنجليزية)
- لوسيو فولكي على موقع روتن توميتوز (الإنجليزية)
- لوسيو فولكي على موقع ألو سيني (الفرنسية)
- لوسيو فولكي على موقع ميوزك برينز (الإنجليزية)
- لوسيو فولكي على موقع أول موفي (الإنجليزية)
- لوسيو فولكي على موقع قاعدة بيانات الأفلام السويدية (السويدية)
- لوسيو فولكي على موقع إن إن دي بي (الإنجليزية)
- لوسيو فولكي على موقع أول ميوزيك (الإنجليزية)
- لوسيو فولكي على موقع ديسكوغز (الإنجليزية)
- لوسيو فولكي على موقع قاعدة بيانات الفيلم (الإنجليزية)